# Ángeles Parejo
María Ángeles Parejo Jiménez (Terrassa, 22 marzo 1969) è un'ex calciatrice spagnola, di ruolo attaccante, che ha giocato in Serie A femminile italiana.

## Carriera
Barcellonese di genitori cordobani, dopo aver giocato per 6 stagioni nel Sabadell con la sorella gemella Isabel partecipò con la squadra spagnola a un torneo amichevole a Torino nel 1987. Lei giocava nel ruolo di ala sinistra mentre la gemella era all'ala destra.
A Torino le offrirono l'equivalente di 350 000 pesetas al mese e, sebbene fosse molto difficile per lei staccarsi dai genitori e dai 5 fratelli, pur di dare un aiuto alla famiglia e per la passione per il calcio decise di accettare e trasferirsi nel capoluogo piemontese.
Fu l'inizio della sua carriera calcistica italiana, una avventura durata 23 stagioni, carriera che la portò a vincere 4 scudetti, 4 coppe Italia e 2 supercoppe.
Ha giocato anche per cinque mesi nella L. League giapponese con le Takarazuka Bunny di Kyoto, in prestito alla fine della nostra stagione sportiva 1997-1998, campionato che registrò il suo record personale di reti realizzate in una sola stagione (38 gol in sole 23 partite).
Ha giocato per molti anni in nazionale spagnola, perdendo la semifinale del campionato europeo femminile di calcio 1997 il 9 luglio contro l'Italia (1-2).
Decide di ritirarsi dall'attività agonistica al termine della stagione 2010-2011, rimanendo a Sassari come barista e come allenatore di bimbi della scuola calcio del CUS Sassari

## Palmarès
- Campionato italiano: 4

Torres: 1993-1994, 1999-2000, 2000-2001, 2010-2011
- Campionato italiano di Serie A2: 1

Roma: 2007-2008
- Coppa Italia: 5

Torres: 1990-1991, 1994-1995, 1999-2000, 2000-2001
Reggiana: 2010-2011
- Supercoppa italiana: 2

Torres: 2000, 2011.